# Pseudendestes
Pseudendestes is een geslacht van kevers uit de familie somberkevers (Zopheridae).

## Soorten
Deze lijst is mogelijk niet compleet.
| - P. australis - P. lawrencei - P. namdaphaensis - P. papuanus - P. robertsi |